# Історія пошти і поштових марок Тибету
Історія пошти і поштових марок Тибету охоплює розвиток поштового зв'язку в Тибеті — невизнаній незалежній державі в Центральній Азії (з 1951 — у складі КНР, з 1965 — Тибетський автономний район КНР), розташованій на Тибетському нагір'ї з адміністративним центром у Лхасі, в період з 1912 року по 1951 рік.

## Розвиток пошти

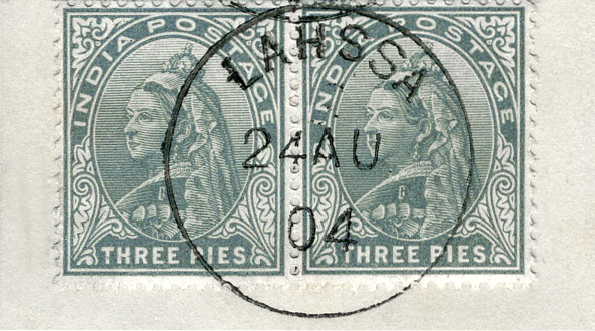
Поштові марки Британської Індії з календарним штемпелем Лхаси з датою 24 серпня 1904 року

### Монастирські гінці
З давніх часів доставка кореспонденції в Тибеті здійснювалася монастирськими гінцями. З початком XX століття Тибет ставав все більш відкритим для контактів із зовнішнім світом, що призвело до змін й у поштовому обслуговуванні в цьому віддаленому і важкодоступному регіоні.

### Поштові відділення Індії (1904—1955)
7 липня 1903 року в Кхамба-Дзонг прибула Британська експедиція до Тибету на чолі з Френсісом Янгхазбендом. Дуже швидко вона стала військовою експедицією, оскільки спроба врегулювати лінію кордону Тибету з Сіккімом дипломатичним шляхом виявилася безуспішною. Одним з результатів договору, підписаного 7 вересня 1904 року, стала наявність індійських поштових бюро в Лхасі, Гартоку (в Західному Тибеті), в Г'янгдзе, Паґрі і Ятунгу, за маршрутом індійського торгового шляху в Лхасу. На поштових відправленнях того часу використовувалися поштові марки Британської Індії, і спочатку використовувалися штемпелі польових поштових відділень. Вся закордонна кореспонденція пересилалася тільки через індійські поштові відділення. Всі індійські поштові відділення в Тибеті закрилися 12 квітня 1955 року.

### Поштові відділення Китаю (1910—1912)
У 1910 році, занепокоєний посиленням в Тибеті впливом англійців, уряд Китаю ввів туди війська, Далай-лама втік в Сіккім і до Індії, а в Лхасі, Г'янгдзе, Чамдо, Шігадзе та інших населених пунктах відкрилися китайські поштові відділення. Однак до введення військ, в Тибеті вже були китайські поселення, про що, наприклад, свідчить рекомендований лист від Веня Цзун-Яо в Лхасі, датований 9 січня 1909 року. Згодом, у Чамдо, Г'янгдзе, Лхасі, Шигацзе і Ятунгу використовувалися китайські поштові марки і спеціальні календарні штемпелі Китаю. Поштові відправлення цього періоду нечисленні і активно розшукуються колекціонерами, що спеціалізуються на поштових марках як Китаю, так і Тибету. Після Синьхайської революції в Китаї (1911—1913) відділення китайської пошти в Тибеті були закриті.

### Пошта Тибету (1912—1951)
В період існування невизнаної держави на її території працювали власні поштові відділення. У березні 1959 року всі вони були замінені китайськими.

## Випуски поштових марок

### Перші марки

#### Індійські
Перші поштові марки, спеціально призначені для поштового обігу в Тибеті, являли собою марки Британської Індії з нанесеними друкарським способом надпечатками. Вони побачили світ в 1903 році.

#### Оригінальні
Тибет емітував перші власні поштові марки в 1912 році в Лхасі. На марках серії з 6 номіналів зображена фігура снігового лева, державного герба Тибету і розміщені написи «Тибет, пошта» тибетською й англійською («Tibet, Post») мовами. Марки були віддруковані на листах по 12 (3 × 4) марок в кожному з виготовлених вручну друкованих форм, на папері різних сортів, що призвело до появи безлічі різновидів.

### Наступні емісії
У 1914 році вийшли дві поштові марки зі змінами в оформленні на листах по 6 (2 × 3) марок.
У 1933 році була випущена нова стандартна серія з 5 номіналів марок зі злегка зміненим малюнком. У листі було по 12 поштових марок, надрукованих із зібраних в друковану форму одиночних кліше, що призвело до відмінностей у відстанях між марками. Ці марки також відомі неофіційною зубцовкою.
Поштові марки зразка 1933 року перевидавалися до 1959 року, до того ж, перевидання легко відрізнити за кольором.
На поштових марках Тибету традиційно зображувалася фігура снігового лева. Марки містили написи тибетськими буквами, які означають «Уряд Тибету», і англійською мовою — «Tibet» («Тибет»).
У 1953—1954 роках, унаслідок нестачі марок номіналом в 1 трангку, розрізались навпіл або на чотири частини поштові марки номіналом відповідно в 2 і 4 трангку.
З 1951 року в Тибеті використовуються поштові марки КНР.

## Інші види поштових марок

### Службові
До 1951 року пересилання службових поштових відправлень здійснювалася безкоштовно. У 1952 році були емітовані службові марки, всього 6 марок різних номіналів і розмірів. На службових марках написи тибетською мовою: «Уряд Тибету» і (англ.) «Марка». Марки були віддруковані на листах по 12 примірників, при цьому марки збільшеного розміру номіналом в 1 і 2 санга друкувалися на листах по 8 марок.

### Телеграфні
У 1952 році в Тибеті вийшли телеграфні марки п'яти номіналів, причому вони використовувалися і як поштові марки, а також відрізнялися наявністю хвилястих ліній.

## Фальшивки і підробки
Філателісти стикаються з багатьма підробленими і фальшивими марками і відбитками поштових штемпелів Тибету. На шкоду колекціонерам також виготовлялися і, на перший погляд, автентичні філателістичні матеріали, що пройшли поштові відправлення.